# Жировой-Засекин, Василий Фёдорович (окольничий)
Князь Василий Фёдорович Жировой-Засекин — воевода и окольничий во времена правления Алексея Михайловича, Фёдора Алексеевича, правительницы Софьи Алексеевны, Ивана V и Петра I Алексеевичей.
Из княжеского рода Жировые-Засекины. Младший сын князя Фёдора Андреевича Жирового-Засекина. Имел старшего брата, окольничего и князя Михаила Фёдоровича.

## Биография
В 1668-1676 годах стряпчий. В 1676 году пожалован в стольники. В мае 1682 года седьмым дневал и ночевал в Архангельском соборе с бояриным, князем Голицыным у гроба царя Фёдора Алексеевича. В июне этого же года, на третий день коронации царей Ивана V и Петра I Алексеевичей, второй стольник при обслуживании стола бояр, во время государева праздника в Грановитой палате. В 1684-1692 годах в Боярской книге записан окольничим. В 1688 году воевода в Симбирске. В сентябре 1695 года восьмой воевода защищающий городок войск на потешном Кожуховском военно-действии. При царях Иване V и Петре I показан сорок седьмым окольничим.
От брака с неизвестной имел единственного сына, князя Василия Васильевича Жирового-Засекина.